# 奧多爾黑尤-塞庫耶斯克

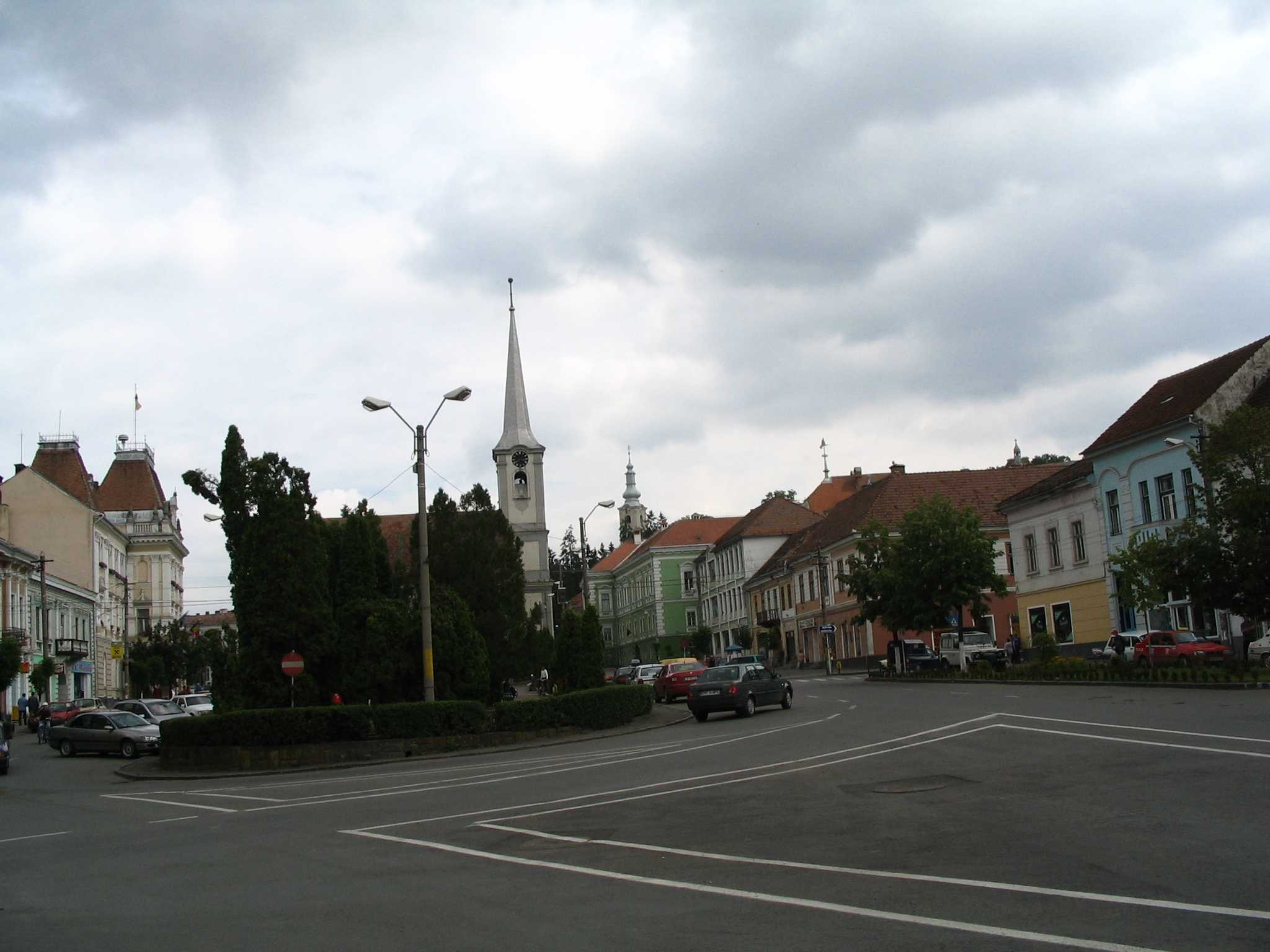

奧多爾黑尤-塞庫耶斯克（法語：Odorheiu Secuiesc，羅馬尼亞語發音：[odorˌheju sekuˈjesk]，匈牙利語發音：[ˈseːkɛjudvɒrhɛj] ⓘ）是羅馬尼亞的城市，位於該國中部，距離首府米耶爾庫雷亞丘克39公里，由哈爾吉塔縣負責管轄，面積47.79平方公里，海拔高度473米，2009年人口36,792，大多數居民是匈牙利人。

## 外部連結
- Official website of the town （页面存档备份，存于） （英文）
- Site of the town with use full information （匈牙利文）
- Full Gospel Church （页面存档备份，存于） （匈牙利文） （英文） （罗马尼亚文）
- Sándor Tomcsa Theater （匈牙利文）